# Blake (rock)
Pour les articles homonymes, voir Blake.
 (décembre 2018).
Si vous disposez d'ouvrages ou d'articles de référence ou si vous connaissez des sites web de qualité traitant du thème abordé ici, merci de compléter l'article en donnant les références utiles à sa vérifiabilité et en les liant à la section « Notes et références ».
 (décembre 2018).
Blake est un groupe de stoner rock provenant de Helsinki, Finlande. Il a été fondé en 2001[réf. nécessaire] et a sorti son premier album Fireroot en 2002.
Leur sixième et dernier album en date, Taste of Voodoo, est sorti en 2013.

## Biographie
Formé en 2001[réf. nécessaire], le groupe Blake a maintenu un rythme rapide et régulier de sorti pour leurs albums. Blake a sorti trois albums très appréciés et a sorti un quatrième album très attendu. Le nouvel album, nommé Taste Of Voodoo est sorti le 6 septembre 2013 dans les bacs Finlandais.
Outre les sessions d'enregistrement intense, Blake a également mis en place une centaine de concerts. Le groupe a notamment joué avec différents groupes tels que Black Label Society (USA), Cathedral (UK), Therapy? (IE), Mustasch (SWE) et Iggy Pop (USA). En plus de cela, Blake a figuré au HIM's Helldone Festival 2 années consécutives en 2006 et 2007.
Blake a reçu beaucoup d'éloges et s'est fait une bonne réputation. Bam Margera a utilisé trois titres de Blake dans son show TV : Viva La Spring Break. Le chanteur de Therapy?, Andy Cairns, a désigné Blake comme le prochain grand héritier de la tradition de Black Sabbath.

## Influences
- Black Sabbath
- Danzig
- AC/DC
- Type O Negative
- Monster Magnet
- Pink Floyd
- Jethro Tull

## Membres du groupe

### Membre actuel du groupe
- Aaro Seppovaara - Chant, Guitare
- Sami Hassinen - Guitare
- Antero Aunesluoma - Basse
- Ville Siuruainen - Batterie

### Anciens Membres
- Kimmo Aroluoma - Basse